# 2012–2013-as magyar labdarúgókupa
A 2012–13-as magyar kupa első mérkőzését 2012. augusztus 8-án játszották, a döntőt 2013. május 22-én rendezték meg. A címvédő a Debreceni VSC csapata volt, akik történetük során ötödszörre hódították el a trófeát a 2011–12-es magyar kupa döntőjében.
A május 22-i finálét a címvédő DVSC 2–1 arányban nyerte meg a Győri ETO ellenében.
A sorozat győztese a 2013–14-es Európa-liga 2. selejtezőkörében indulhat.

## Lebonyolítás
A 2012–13-as magyar kupa lebonyolítása.
|                                       | A szakaszban bekapcsolódó csapatok                                                                    | Az előző forduló továbbjutói     |
| ------------------------------------- | --- | -------------------------------- |
| 1. forduló (88 csapat)                | - 63 csapat a területi selejtezőkből - 25 csapat a 2011–12. évi NB II-es bajnokságból                 |                                  |
| 2. forduló (56 csapat)                | - 12 csapat a 2011–12. évi NB I-es bajnokságból                                                       | - 44 továbbjutó az 1. fordulóból |
| 3. forduló (32 csapat)                | - 4 csapat a 2011–12. évi NB I-es bajnokságból, akik az európai klubtornákon indulási jogot szereztek | - 28 továbbjutó a 2. fordulóból  |
| 4. forduló – Nyolcaddöntő (16 csapat) | | - 16 továbbjutó a 3. fordulóból  |
| 5. forduló – Negyeddöntő (8 csapat)   | - 8 továbbjutó a 4. fordulóból                                                                        |                                  |
| 6. forduló – Elődöntő (4 csapat)      | - 4 továbbjutó az 5. fordulóból                                                                       |                                  |
| 7. forduló – Döntő (2 csapat)         | - 2 továbbjutó a 6. fordulóból                                                                        |                                  |

## Fordulók és időpontok
| Forduló       | Hivatalos játéknapok   | Csapatok | Mérkőzések |
| ------------- | ---------------------- | -------- | ---------- |
| 1. forduló    | 2012. augusztus 11–12. | 88       | 44         |
| 2. forduló    | 2012. szeptember 26.   | 56       | 28         |
| 3. forduló    | 2012. október 31.      | 32       | 16         |
| Nyolcaddöntők | 2012. november 21.     | 16       | 16 (2 × 8) |
| Nyolcaddöntők | 2012. november 28.     | 16       | 16 (2 × 8) |
| Negyeddöntők  | 2013. február 23.      | 8        | 8 (2 × 4)  |
| Negyeddöntők  | 2013. február 27.      | 8        | 8 (2 × 4)  |
| Elődöntők     | 2013. április 16–17.   | 4        | 4 (2 × 2)  |
| Elődöntők     | 2013. május 7–8.       | 4        | 4 (2 × 2)  |
| Döntő         | 2013. május 22.        | 2        | 1          |

## Eredmények

### 1. forduló
A forduló mérkőzéseit 2012. augusztus 8-án, 11-én, illetve 12-én játszották le.
| 1. csapat                     | Eredmény    | 2. csapat                      |
| ----------------------------- | ----------- | ------------------------------ |
| 2012. augusztus 8.            |             |                                |
| Nyíregyháza Spartacus (NB II) | 1–0         | Egri FC                        |
| Dunakanyar-Vác (NB II)        | 2–2 t.: 3–0 | MTK Budapest                   |
| 2012. augusztus 11.           |             |                                |
| Felsőtárkány SC (NB III)      | 1–0         | Várda SE (NB III)              |
| Terem SE (Megye II)           | 1–2         | Kazincbarcika (NB II)          |
| Sajóbábonyi VSE (Megye II)    | 1–6         | Balmazújvárosi FC (NB II)      |
| Létavértes SC (NB III)        | 2–0         | Putnok VSE (NB II)             |
| Nagykörösi Kinizsi (NB III)   | 0–3         | Békéscsabai Előre (NB II)      |
| Orosháza (NB II)              | 2–0         | Ceglédi VSE (NB II)            |
| Vésztői SE (Megye II)         | 1–6         | Bajai LSE (NB II)              |
| Pénzügyőr SE (NB III)         | 2–1         | Diósdi TC (NB III)             |
| Velence SE (Megye I)          | 6–6 t. 5–4  | Maglódi TC (NB III)            |
| Nagybátonyi SC (NB III)       | 3–2         | FC Hatvan (NB III)             |
| Zalaszentgróti VFC (Megye I)  | 1–2         | Dunaújváros-Pálhalma (NB III)  |
| Bölcskei SE (NB III)          | 3–1         | Balatonlelle SE (NB III)       |
| Kozármisleny (NB II)          | 0–0 t.: 5–6 | Veszprém (NB II)               |
| Tatabánya (NB II)             | 1–2         | Gyirmót (NB II)                |
| Csornai SE (NB III)           | 3–1         | Répcelaki SE (NB III)          |
| 2012. augusztus 12.           |             |                                |
| Gyód SK (Megye II)            | 0–4         | Balatonfüredi FC (NB III)      |
| Jászfényszaru VSE (Megye I)   | 0–4         | Budaörsi SC (NB III)           |
| Gönyű SE (Megye II)           | 0–4         | Kecskéd KSK (Megye I)          |
| Szedres SE (Megye I)          | 0–8         | Nagyatádi FC (NB III)          |
| Babóti SE (Megye II)          | 1–0         | Rábapatyi KSK (Megye I)        |
| Szolnoki MÁV (NB II)          | 3–1         | Szeged 2011 (NB II)            |
| Martonvásár SK (Megye I)      | 2–1         | Sárisáp BSE (NB III)           |
| Szigetszentmiklósi TK (NB II) | 2–1         | BKV Előre (NB II)              |
| ESMTK (NB III)                | 2–1         | Viadukt SE-Biatorbágy (NB III) |
| Gödi SE (Megye I)             | 0–8         | Jászapáti VSE (NB III)         |
| Nemesapáti SE (Megye II)      | 0–4         | Szentlőrinc SE (NB III)        |
| Pécsi VSK (Megye I)           | 0–0 t. 7–6  | Nagykanizsai TE (NB III)       |
| Hosszúpályi SE (Megye I)      | 2–2 t.: 4–5 | Bükkábrányi SC (NB III)        |
| Nagyesztergár SE (Megye II)   | 0–1         | Petőházi SE (Megye I)          |
| Borsfa KSE (Megye II)         | 1–14        | Iváncsa KSK (Megye I)          |
| Győrszemere KSK (Megye I)     | 0–2         | Ajka (NB II)                   |
| Nagykállói VSE (Megye I)      | 0–2         | Tiszaújvárosi FC (NB III)      |
| Bánk SE (Megye I)             | 2–4         | REAC (NB III)                  |
| Grund FC (Megye I)            | 1–5         | Vecsési FC (NB III)            |
| Soltvadkerti TE (Megye I)     | 0–0 t.: 3–2 | Nagyszénási SE (Megye I)       |
| Nyírkarászi KSE (Megye I)     | 0–8         | Mezőkövesd Zsóry FC (NB II)    |
| Csanádpalota FC (Megye I)     | 0–0 t.: 3–2 | Kalocsai FC (Megye I)          |
| KSK Jánosháza (Megye I)       | 3–2         | Lipót SE (Megye I)             |
| Magyarpolány SE (Megye I)     | 1–2         | Tapolcai VSE (Megye I)         |
| Kunszállás SE (Megye I)       | 1–4         | Mórahalom VSE (NB III)         |
| Uraiújfalu SE (Megye I)       | 0–9         | Soproni VSE (NB II)            |
| Szikszó-Tomor-Lak (Megye I)   | 0–3         | Tiszakanyár SE (NB III)        |

### 2. forduló
A forduló mérkőzéseit 2012. szeptember 19-én, 25-én, illetve 26-án játszották le.
| 1. csapat                     | Eredmény    | 2. csapat                     |
| ----------------------------- | ----------- | ----------------------------- |
| 2012. szeptember 19.          |             |                               |
| ESMTK (NB III)                | 0–2         | Békéscsabai Előre (NB II)     |
| Budaörsi SC (NB III)          | 0–1         | BFC Siófok                    |
| 2012. szeptember 25.          |             |                               |
| Pénzügyőr SE (NB III)         | 1–2         | Vasas (NB II)                 |
| Babóti SE (Megye II)          | 0–12        | Győri ETO                     |
| Tapolcai VSE (Megye I)        | 0–9         | Lombard Pápa                  |
| 2012. szeptember 26.          |             |                               |
| Vecsési FC (NB III)           | 0–3         | Szolnoki MÁV (NB II)          |
| Nyíregyháza Spartacus (NB II) | 4–2         | Kecskeméti TE                 |
| Orosháza (NB II)              | 0–7         | Diósgyőri VTK                 |
| Balatonfüredi FC (NB III)     | 0–6         | Soproni VSE (NB II)           |
| Ajka (NB II)                  | 4–0         | Bajai LSE (NB II)             |
| Csornai SE (NB III)           | 1–5         | Pécsi MFC                     |
| Jászapáti VSE (NB III)        | 0–1         | Dunakanyar-Vác (NB II)        |
| Petőházi SE (Megye I)         | 1–12        | Zalaegerszegi TE (NB II)      |
| Velence SE (Megye I)          | 2–1         | Nagyatádi FC (NB III)         |
| Iváncsa KSK (Megye I)         | 0–2         | Dunaújváros-Pálhalma (NB III) |
| Bükkábrányi SC (NB III)       | 2–1         | Nagybátonyi SC (NB III)       |
| Veszprém (NB II)              | 0–2         | Paksi FC                      |
| Tiszaújvárosi FC (NB III)     | 3–2         | Balmazújvárosi FC (NB II)     |
| Létavértes SC (NB III)        | 2–0         | Mezőkövesd Zsóry FC (NB II)   |
| Kazincbarcika (NB II)         | 2–1         | Újpest                        |
| Martonvásár SK (Megye I)      | 0–4         | Bölcskei SE (NB III)          |
| Felsőtárkány SC (NB III)      | 1–1 t.: 5–4 | Szigetszentmiklósi TK (NB II) |
| Kecskéd KSK (Megye I)         | 0–0 t.: 4–5 | Pécsi VSK (Megye I)           |
| Csanádpalota FC (Megye I)     | 1–2         | REAC (NB III)                 |
| KSK Jánosháza (Megye I)       | 1–5         | Szentlőrinc SE (NB III)       |
| Soltvadkerti TE (Megye I)     | 0–6         | Mórahalom VSE (NB III)        |
| Gyirmót (NB II)               | 1–2         | Kaposvári Rákóczi             |
| Ferencvárosi TC               | 0–2         | Haladás                       |

### 3. forduló
A forduló mérkőzéseit 2012. október 28-án, 30-án és 31-én, illetve november 7-én játszották le.
| 1. csapat                     | Eredmény | 2. csapat                     |
| ----------------------------- | -------- | ----------------------------- |
| 2012. október 28.             |          |                               |
| Létavértes SC (NB III)        | 1–0      | Lombard Pápa                  |
| 2012. október 30.             |          |                               |
| Kazincbarcika (NB II)         | 1–2      | Nyíregyháza Spartacus (NB II) |
| Velence SE (Megye I)          | 0–3      | Diósgyőri VTK                 |
| Dunaújváros-Pálhalma (NB III) | 1–0      | Kaposvári Rákóczi             |
| 2012. október 31.             |          |                               |
| Felsőtárkány SC (NB III)      | 0–1      | BFC Siófok                    |
| Szentlőrinc SE (NB III)       | 1–3      | Debreceni VSC                 |
| Tiszaújvárosi FC (NB III)     | 2–1      | Pécsi MFC                     |
| Pécsi VSK (Megye I)           | 1–4      | Budapest Honvéd               |
| Tiszakanyár SE (NB III)       | 1–2      | Dunakanyar-Vác (NB II)        |
| Bükkábrányi SC (NB III)       | 0–4      | Zalaegerszegi TE (NB II)      |
| Bölcskei SE (NB III)          | 2–5      | Győri ETO                     |
| Mórahalom VSE (NB III)        | 2–3 hu.  | Szolnoki MÁV (NB II)          |
| Vasas (NB II)                 | 3–0      | Ajka (NB II)                  |
| REAC (NB III)                 | 1–2      | Paksi FC                      |
| Videoton                      | 2–0 hu.  | Haladás                       |
| 2012. november 7.             |          |                               |
| Soproni VSE (NB II)           | 1–2 hu.  | Békéscsabai Előre (NB II)     |

### Nyolcaddöntők
| 1. csapat                                               | Össz.        | 2. csapat                | 1. mérk. | 2. mérk. |
| ------------------------------------------------------- | ------------ | ------------------------ | -------- | -------- |
| 2012. november 20., 21., 27., 28.; 2013. február 2., 9. |              |                          |          |          |
| Győri ETO                                               | 7–2          | Paksi FC                 | 4–0      | 3–2      |
| Tiszaújvárosi FC (NB III)                               | 1–6          | Dunakanyar-Vác (NB II)   | 1–1      | 0–5      |
| Dunaújváros-Pálhalma (NB III)                           | 2–2 (i. g.)  | BFC Siófok               | 2–1      | 0–1      |
| Létavértes SC (NB III)                                  | 2–2 (i. g.)  | Szolnoki MÁV (NB II)     | 0–1      | 2–1      |
| Békéscsabai Előre (NB II)                               | 1–1 (t. 3–4) | Vasas (NB II)            | 0–1      | 1–0      |
| Nyíregyháza Spartacus (NB II)                           | 4–5          | Debreceni VSC            | 3–2      | 1–3      |
| Budapest Honvéd                                         | 6–1          | Diósgyőr                 | 4–0      | 2–1      |
| Videoton                                                | 10–3         | Zalaegerszegi TE (NB II) | 4–0      | 6–3      |

#### 1. mérkőzések
| 2012. november 20. 16:00 |

| Győri ETO                          | 4–0               | Paksi FC |
| ---------------------------------- | ----------------- | -------- |
| Dinjar 6' Dudás 47' 76' Pátkai 72' | (2–0) Jegyzőkönyv |          |

| ETO Park, Győr Nézőszám: 1000 Játékvezető: Farkas Ádám (magyar) |

| 2012. november 21. 13:00 |

| Tiszaújvárosi FC (NB III) | 1–1               | Dunakanyar-Vác (NB II) |
| ------------------------- | ----------------- | ---------------------- |
| Horváth Sz. 62'           | (0–0) Jegyzőkönyv | 58' Rusvay             |

| Tiszaújvárosi Sport Park, Tiszaújváros Nézőszám: 600 Játékvezető: Farkas Tibor (magyar) |

| 2012. november 21. 13:00 |

| Dunaújváros-Pálhalma (NB III) | 2–1               | BFC Siófok |
| ----------------------------- | ----------------- | ---------- |
| Böőr 19' Kocsis 74'           | (1–0) Jegyzőkönyv | 50' Cokić  |

| Eszperantó út, Dunaújváros Nézőszám: 300 Játékvezető: Kiss Norbert (magyar) |

| 2012. november 21. 13:00 |

| Létavértes SC (NB III) | 0–1               | Szolnoki MÁV (NB II) |
| ---------------------- | ----------------- | -------------------- |
|                        | (0–0) Jegyzőkönyv | 72' (öngól) Suskó    |

| Debreceni utca, Létavértes Nézőszám: 300 Játékvezető: Gyarmati II. Tibor (magyar) |

| 2012. november 21. 17:00 |

| Békéscsabai Előre (NB II) | 0–1               | Vasas (NB II) |
| ------------------------- | ----------------- | ------------- |
|                           | (0–0) Jegyzőkönyv | 55' Simek     |

| Kórház utca, Békéscsaba Nézőszám: 300 Játékvezető: Mészáros István (magyar) |

| 2012. november 21. 17:30 |

| Nyíregyháza Spartacus (NB II)     | 3–2               | Debreceni VSC                |
| --------------------------------- | ----------------- | ---------------------------- |
| Pákolicz 54' Csorba 87' Benkő 90' | (0–1) Jegyzőkönyv | 37' Ludánszki 65' Szakály P. |

| Városi Stadion, Nyíregyháza Nézőszám: 2000 Játékvezető: Berger József (magyar) |

| 2012. november 21. 18:00 |

| Budapest Honvéd                            | 4–0               | Diósgyőr |
| ------------------------------------------ | ----------------- | -------- |
| Ignjatović 67' Baráth 83' Vernes 88' 90+2' | (0–0) Jegyzőkönyv |          |

| Bozsik József Stadion, Budapest Nézőszám: 500 Játékvezető: Takács János (magyar) |

| 2013. február 2. 16:00 |

| Videoton                            | 4–0               | Zalaegerszegi TE (NB II) |
| ----------------------------------- | ----------------- | ------------------------ |
| Oliveira 2' 65' Nikolics N. 30' 35' | (3–0) Jegyzőkönyv |                          |

| Sóstói Stadion, Székesfehérvár Nézőszám: 2000 Játékvezető: Andó-Szabó Sándor (magyar) |

#### 2. mérkőzések
| 2012. november 27. 13:00 |

| BFC Siófok | 1–0               | Dunaújváros-Pálhalma (NB III) |
| ---------- | ----------------- | ----------------------------- |
| Dajić 41'  | (1–0) Jegyzőkönyv |                               |

| Révész Géza utca, Siófok Nézőszám: 100 Játékvezető: Erdős József (magyar) |

| 2012. november 27. 15:00 |

| Paksi FC                 | 2–3               | Győri ETO                   |
| ------------------------ | ----------------- | --------------------------- |
| Simon 19' 23' (11-esből) | (2–2) Jegyzőkönyv | 8' 45' Kronaveter 80' Dudás |

| Fehérvári út, Paks Nézőszám: 200 Játékvezető: Iványi Zoltán (magyar) |

| 2012. november 27. 17:00 |

| Debreceni VSC                    | 3–1               | Nyíregyháza Spartacus (NB II) |
| -------------------------------- | ----------------- | ----------------------------- |
| Coulibaly 16' 63' Szakály P. 60' | (1–0) Jegyzőkönyv | 51' Minczér                   |

| Oláh Gábor utca, Debrecen Nézőszám: 3000 Játékvezető: Oláh Gábor (magyar) |

| 2012. november 28. 12:00 |

| Szolnoki MÁV (NB II) | 1–2               | Létavértes SC (NB III) |
| -------------------- | ----------------- | ---------------------- |
| Kiprich 37'          | (1–1) Jegyzőkönyv | 45' 56' Kertész        |

| Véső út, Szolnok Nézőszám: 200 Játékvezető: Radványi Ádám (magyar) |

| 2012. november 28. 12:00 |

| Dunakanyar-Vác (NB II)                       | 5–0               | Tiszaújvárosi FC (NB III) |
| -------------------------------------------- | ----------------- | ------------------------- |
| Pap 26' 47' Zsolnai 36' Berki 77' Rusvay 90' | (2–0) Jegyzőkönyv |                           |

| Ligeti Stadion, Vác Nézőszám: 300 Játékvezető: Pánczél Krisztián (magyar) |

| 2012. november 28. 18:00 |

| Diósgyőr  | 1–2               | Budapest Honvéd        |
| --------- | ----------------- | ---------------------- |
| Tisza 45' | (1–1) Jegyzőkönyv | 18' Faggyas 54' Vernes |

| DVTK-stadion, Miskolc Nézőszám: 1000 Játékvezető: Szőts Gergely (magyar) |

| 2012. november 28. 18:00 |

| Vasas (NB II) | 0–1 (h. u.)                 | Békéscsabai Előre (NB II) |
| ------------- | --------------------------- | ------------------------- |
|               | (0–0, 0–1, 0–1) Jegyzőkönyv | 90' Obot                  |
| Büntetőpárbaj |                             |                           |
|               | 4–3                         |                           |

| Illovszky Rudolf Stadion, Budapest Nézőszám: 500 Játékvezető: Fábián Mihály (magyar) |

| 2013. február 9. 15:00 |

| Zalaegerszegi TE (NB II)                      | 3–6               | Videoton                                                                 |
| --------------------------------------------- | ----------------- | ------------------------------------------------------------------------ |
| Nánási 18' Pavićević 45' (11-esből) Grbić 62' | (2–3) Jegyzőkönyv | 5' 21' U. Nikolić 8' Vinícius 72' Kovács I. 81' Oliveira 86' Nikolics N. |

| ZTE Aréna, Zalaegerszeg Nézőszám: 1200 Játékvezető: Kassai Viktor (magyar) |

### Negyeddöntők
| 1. csapat                     | Össz. | 2. csapat     | 1. mérk. | 2. mérk. |
| ----------------------------- | ----- | ------------- | -------- | -------- |
| 2013. február 3., 6., 23. 27. |       |               |          |          |
| Létavértes SC (NB III)        | 0–10  | Debreceni VSC | 0–2      | 0–8      |
| Dunakanyar-Vác (NB II)        | jn.   | Videoton      |          |          |
| Vasas (NB II)                 | 4–3   | BFC Siófok    | 3–1      | 1–2      |
| Budapest Honvéd               | 0–3   | Győri ETO     | 0–1      | 0–2      |

- A Videoton játék nélkül jutott az elődöntőbe.[1]

#### 1. mérkőzések
| 2013. február 3. 14:00 |

| Létavértes SC (NB III) | 0–2               | Debreceni VSC       |
| ---------------------- | ----------------- | ------------------- |
|                        | (0–2) Jegyzőkönyv | 24' Dombi 32' Šimac |

| Debreceni utca, Létavértes Nézőszám: 500 Játékvezető: Varga László (magyar) |

| 2013. február 23. 14:00 |

| Vasas (NB II)                                      | 3–1               | BFC Siófok             |
| -------------------------------------------------- | ----------------- | ---------------------- |
| Nikolov 37' (11-esből) 56' (11-esből) Popovics 64' | (1–0) Jegyzőkönyv | 83' (11-esből) Pál Sz. |

| Illovszky Rudolf Stadion, Budapest Nézőszám: zárt kapuk mögött Játékvezető: Solymosi Péter (magyar) |

| 2013. február 23. 14:00 |

| Budapest Honvéd | 0–1               | Győri ETO           |
| --------------- | ----------------- | ------------------- |
|                 | (0–0) Jegyzőkönyv | 80' (11-esből) Kink |

| Bozsik József Stadion, Budapest Nézőszám: 500 Játékvezető: Farkas Ádám (magyar) |

#### 2. mérkőzések
| 2013. február 6. 13:00 |

| Debreceni VSC                                                             | 8–0               | Létavértes SC (NB III) |
| ------------------------------------------------------------------------- | ----------------- | ---------------------- |
| Ludánszki 10' Szakály 34' Coulibaly 56' 80' Pölöskey 69' 76' 87' Bódi 72' | (2–0) Jegyzőkönyv |                        |

| Oláh Gábor utca, Debrecen Nézőszám: 500 Játékvezető: Vad II. István (magyar) |

| 2013. február 27. 13:00 |

| BFC Siófok          | 2–1               | Vasas (NB II) |
| ------------------- | ----------------- | ------------- |
| Fehér 57' Dajić 66' | (0–0) Jegyzőkönyv | 62' Bobô      |

| Révész Géza utca, Siófok Nézőszám: zárt kapuk mögött Játékvezető: Fábián Mihály (magyar) |

| 2013. február 27. 18:00 |

| Győri ETO             | 2–0               | Budapest Honvéd |
| --------------------- | ----------------- | --------------- |
| Völgyi 71' Kamber 76' | (0–0) Jegyzőkönyv |                 |

| ETO Park, Győr Nézőszám: 1000 Játékvezető: Bognár Tamás (magyar) |

### Elődöntők
| 1. csapat                            | Össz. | 2. csapat     | 1. mérk. | 2. mérk. |
| ------------------------------------ | ----- | ------------- | -------- | -------- |
| 2013. április 16., 17.; május 7., 8. |       |               |          |          |
| Vasas (NB II)                        | 1–6   | Debreceni VSC | 0–3      | 1–3      |
| Videoton                             | 2–3   | Győri ETO     | 0–2      | 2–1      |

#### 1. mérkőzések
| 2013. április 16. 18:00 |

| Vasas (NB II) | 0–3               | Debreceni VSC                                         |
| ------------- | ----------------- | ----------------------------------------------------- |
|               | (0–2) Jegyzőkönyv | 8' (11-esből) 19' (11-esből) Ferenczi 68' Czvitkovics |

| Illovszky Rudolf Stadion, Budapest Nézőszám: 1200 Játékvezető: Németh Ádám (magyar) |

| 2013. április 17. 18:00 |

| Videoton | 0–2               | Győri ETO               |
| -------- | ----------------- | ----------------------- |
|          | (0–1) Jegyzőkönyv | 31' Střeštík 67' Tokody |

| Sóstói Stadion, Székesfehérvár Nézőszám: 2000 Játékvezető: Andó-Szabó Sándor (magyar) |

#### 2. mérkőzések
| 2013. május 7. 18:00 |

| Debreceni VSC                | 3–1               | Vasas      |
| ---------------------------- | ----------------- | ---------- |
| Coulibaly 54' 77' Sidibe 89' | (0–1) Jegyzőkönyv | 27' Berecz |

| Oláh Gábor utca, Debrecen Nézőszám: 800 Játékvezető: Pintér Csaba (magyar) |

| 2013. május 8. 18:00 |

| Győri ETO  | 1–2               | Videoton                            |
| ---------- | ----------------- | ----------------------------------- |
| Kink 90+2' | (0–0) Jegyzőkönyv | 57' Kovács I. 73' (11-esből) Brachi |

| ETO Park, Győr Nézőszám: 3400 Játékvezető: Szilasi Szabolcs (magyar) |

### Döntő
| 2013. május 22. 20:00 |

| Debreceni VSC     | 2–1                         | Győri ETO  |
| ----------------- | --------------------------- | ---------- |
| Coulibaly 51' 86' | (0–1) Jegyzőkönyv Részletek | 17' Andrić |

| Bozsik József Stadion, Budapest Nézőszám: 5570 Játékvezető: Kassai Viktor (magyar) |

A Debreceni VSC MK-ban szerepelt játékosai: Albert István, Bernáth Csaba, Lucas Marcolini Dantas Bertucci, Selim Bouadla, Bódi Ádám, Luis Arcángel Ramos Colón, Adamo Coulibaly, Czvitkovics Péter, Dombi Tibor, Engel Alex, Ferenczi János, Gál Mátyás, Nenad Kiso, Korhut Mihály, Kulcsár Tamás, Kuti Krisztián, Ludánszki Bence, Máté Péter, Mbengono Andoa Yannick, Mészáros Norbert, Nagy Zoltán, Vukašin Poleksić, Pölöskey Péter, Rezes László, Ibrahima Sidibe, Dajan Šimac, Spitzmüller István, Szakály Péter, Szécsi Márk, Szűcs István, Varga József, Verpecz István